# Лотарь III фон Вальбек
Лотарь (Лиутар) III фон Вальбек (нем. Lothar III. von Walbeck) (умер 25 января 1003) — граф Вальбека (964 — 1003), маркграф Северной марки (985 — 1003), сын графа Вальбека Лотаря II и Матильды фон Арнебург.

## Биография

### Граф Вальбека
В 964 году вместе со своим младшим братом Зигфридом наследовал после отца графство Вальбек. Владение графством было совместным, после смерти Зигфрида в 991 году ему наследовал его старший сын Генрих.
После покушения на императора Оттона I (ум. 973) в 941 году, в котором участвовал Лотарь II, его семья, видимо, не была в фаворе у императора. Но преемник Оттона I Оттон II (ум. 983) к Лотарю III благоволил. В 979 году Оттон II доверил Лотарю и его брату стеречь графа Альслебена Геро, ожидавшего суда. С помощью Оттона II Лотарь женился на Годиле, дочери гессенского графа Вернера (уп. 955) и родственнице Верденского епископа Вигфрида (ум. 983), на попечении которого находилась девушка и которого Оттон II уговорил дать разрешение на свадьбу. Вскорости, будучи всего тринадцати лет отроду, Годила родила Лотарю первенца Вернера.
Наверное, благодаря жене Лотарь приобрёл связи с Кёльном. О наличии таковых можно судить по сообщениям историка Титмара Мерзебургского, племянника Лотаря III. Титмар упоминает, что в 983 году в Кёльне находился его отец Зигфрид, брат Лотаря. В 1003 или 1004 году сам Титмар совершил паломничество в Кёльн. Смерть Лотаря также случилась рядом с Кёльном. Позднее сын Лотаря Бертольд при поддержке Кёльнского архиепископа Гериберта ввяжется в распри в районе Нижнего Рейна.

### Маркграф Северной марки
После смерти императора Оттона II, в 984 году, Лотарь III, видимо, поддержал мятеж Генриха Сварливого. Во всяком случае, он не упоминается среди князей поддержавших Оттона III. Мать Оттона III Феофано и его бабка Адельгейда, управлявшие империей вместо юного короля, предпочли договориться с мятежниками. И наверное по соглашению с ними, в 985 году или чуть позднее Лотарь получил Нордмарк, который после славянского восстания 983 года фактически был ограничен пределами Альтмарка.
После смерти брата в 991 году Лотарь постарался заполучить земли, доставшиеся Кунигунде (ум. 997), вдове Зигфрида. Но благодаря вмешательству юного императора Оттона III, затея Лотаря не удалась, и Кунигунда не потеряла наследство. Лотарь держал управление графством в своих руках — его племянники Генрих и Фридрих не шли против его воли, даже когда речь шла об их брате Титмаре. В 1002 году, когда Титмар захотел получить должность настоятеля монастыря в Вальбеке, Лотарь передал ему должность лишь за солидное вознаграждение. Лотарь продавал это место не один раз. В 992 году, когда по протекции Лотаря тогдашний настоятель фамильного монастыря Рейнберт стал епископом Ольденбурга, Лотарь затребовал с его преемника Дитриха (предшественника Титмара на этом посту) десять мансов за назначение.
В 993 году Лотарь III участвовал в походе под предводительством Экхарда I, маркграфа Мейсена. Поход ставил своей целью удержать  Бранденбург, после того как местный князь перешёл на сторону императора.
В 997 году Лотарь неудачно оборонял Арнебург от лютичей. После неудачи ему пришлось предстать перед императором и клятвенно заверить его в своей невиновности. Согласно Титмару, когда Лотарь приехал сменить архиепископа Магдебурга Гизелера, заведовавшего обороной, город уже горел.

### Вражда с Экхардом Мейсенским
Своего сына Вернера Лотарь думал женить на Лиутгарде, дочери Экхарда Мейсенского. Тот вначале согласился, но в 998 году разорвал помолвку. Тогда Вернер решился выкрасть Лиутгарду из Кведлинбургского аббатства. Правда, Вернеру пришлось её вернуть отцу. Свадьба состоялась только в январе 1003 года уже после гибели Экхарда. В 998 году разрыв помолвки стал тяжелым оскорблением для Лотаря, а Экхард — его личным врагом.
Эта вражда проявилась в полной мере во время междуцарствия после смерти Оттона III. Он умер 23 или 24 января 1002 года в Италии. В феврале 1002 года новость о смерти императора достигла Германии. Где-то в начале марта саксонские князья собрались на съезд в Фрозе, чтобы обсудить выборы нового короля. Одним из главных претендентов был Экхард Мейсенский, но вмешательство Лотаря III не позволило тому заручиться безусловной поддержкой — обсуждение было отложено до съезда в Верле, а до того момента присутствующие поклялись не признавать никого королём. Таким образом избрание было прервано. Как пишет Титмар, на вопрос Экхарда, что против него имеет Лотарь, тот ответил: «А ты не замечаешь, что у тебя в телеге недостает четвертого колеса?». Возможно, это было указание на то, что Экхард не являлся близким родственником умершего императора.
Сам Лотарь определился с тем, кого он будет поддерживать — баварского герцога Генриха IV. Вместе со своим дядей по матери Рикбертом он тайно съездил в Бамберг к Генриху и предложил поддержку, поставив ряд условий. На предложение Генрих согласился. По рассказу Титмара, помощь Лотаря оказалась решающей — княжеский съезд в Верле поддержал Генриха Баварского. Съезд состоялся в середине апреля. Он закончился скандалом, когда Экхард, не присутствовавший на собрании, но приехавший в Верлу и расстроенный поддержкой, оказанной Генриху, на обеде занял стол, предназначенный для сестёр Оттона III. Возможно, это оскорбление особ королевской крови и послужило причиной его убийства — он был убит заговорщиками в Пёльде 30 апреля. Источники молчат о том, имел ли Лотарь какое-либо отношение к убийству Экхарда, но это представляется возможным. Междуцарствие продолжалось до 7 июня, когда Генрих Баварский был коронован как король Германии Генрих II.
Вероятно, к этому же периоду относится нападение графа Деди фон Веттина на владения Лотаря. Замок Вольмирштедт был захвачен и сожжен. За это нападение мстил через несколько лет уже сын Лотаря Вернер.

### Смерть
Можно догадываться, что Лотарь, сыграв решающую роль в вошествии Генриха II на престол, приобрёл большое влияние на короля. Но оно продолжалось недолго. В начале января 1003 года состоялась свадьба Вернера и Лиутгарды. После свадьбы Лотарь отправился в район Кёльна, где заболел и внезапно умер, выпив «павлиний напиток» как сообщает Титмар. Это могло быть какое-то лекарство или алкогольный напиток; быть может, Лотаря отравили. Смерть наступила 25 января. Лотарь III похоронен в Кёльнском соборе, в южной части храма, как он завещал.

## Брак и дети
Дети:
- Вернер (ум. 11 ноября 1014, Аллерштедт) — граф Вальбека, маркграф Нордмарка.
- Бертольд (ум. после 1018) — граф Вальбека.
- Дитрих (ум. 30 октября после 1014) — каноник в аббатстве св. Иоанна Крестителя (Берге) возле Магдебурга, королевский капеллан с 1012.

Возможно, дочерью Лотаря была
- Бригида (ум. 29 января …) — настоятельница монастыря св. Лаврентия в Магдебурге.

Титмар называет её свой племянницей. При дословном чтении Титмара её полагают дочерью Фридриха фон Вальбек, но, возможно, Титмар имел в виду более отдалённое родство. Существует предположение, что сыном Лотаря был 
- Лотарь (погиб в битве с лютичами в 1033 под Вербеном) — граф в Харцгау.

## Комментарии
1. ↑  Можно предполагать, что в королевской грамоте Оттона I от 10 января 955 года (MGH, DD O I, no 174), в которой упоминается графство Вернера (лат. comitatus Vuirinhardi), речь идёт об отце Годилы (Holtzmann, 1935, 1935, S. IX). В этой грамоте Оттон I передаёт аббатству Фишбек[нем.] свои владения в окрестных землях. В том числе Долберг[нем.] (лат. curtis Thuliberh) в графстве Вернера (Heutger, 2009, S. 123-124).
2. ↑  Возможно, Оттон II был родственником Годилы, тогда понятно его участие. Можно предполагать, что Вигфрид Верденский был связан родством с Кёльнским архиепископом Вигфридом, сыном Оды, тётки Оттона II (Leyser, 1979, Ch. 4, note 5, p. 155).
3. ↑  Датировка свадьбы и рождения Вернера плавает от начала 980-х до начала 990-х годов. Разнящиеся датировки возникли из-за разных трактовок сообщений Титмара Мерзебургского. Так, Титмар пишет, что после смерти Лотаря в 1003 году делами наследства Вернера занималась Годила. Это можно трактовать так, что Вернер не был ещё достаточно взрослым, чтоб заниматься наследством самостоятельно. Получается, что он родился около 990 года (Schölkopf, 1957, 6. Die Grafen von Walbeck). С другой стороны, Титмар сообщает, что уже в 998 году Вернер организовал похищение собственной невесты. Если он действительно был его организатором, то родиться он должен был в начале 80-х, самое позднее. В любом случае, помолвка Лотаря и Годилы должна была состояться еще до того, как Оттон II отправился в Италию в ноябре 980 года. Косвенным свидетельством переговоров Оттона и Вигфрида является грамота Оттона II (MGH, DD O III, no 218, 3 июня 980 года, Маргю) подтверждающая дарения Вигфрида монастырю Сен-Ван в Вердене — они должны были тогда встречаться (Leyser, 1979, Ch. 5, note 17, pp. 157-158).
4. ↑  Или, быть может, благодаря матери Матильде из рода Конрадинов (Schölkopf, 1957, S. IX). Правда, насчёт происхождения Матильды и её отца Бруно существуют разные версии. В любом случае, женитьба на Годиле должна была связи с Кёльном упрочить.
5. ↑  В первый раз с титулом маркграфа Лотарь упоминается в 993 году. Одни исследователи полагали, что после смерти маркграфа Дитриха в 985 году место маркграфа Северной марки было некоторое время незанятым (Ludat, 1971, S. 25). Другие с таким допущением несогласны (Schölkopf, 1957, S. 75, Leyser, 1979, Ch. 4, note 10, p. 155).
6. ↑  Одним из условий этой поддержки было то, что Рикберту возвратят лен в Харцгау, отданный графу Лиутгеру (Leyser, 1979, p. 121—122).
7. ↑  Сёстры Оттона — будущая аббатиса Гандерсгейма София и аббатиса Кведлинбурга Адельгейда — находились в кёнигпфальце Верла и участвовали в съезде. На обеде  их места позволил себе занять Экхард со своими товарищами, декларируя таким образом свои претензии на королевский титул (Leyser, 1979, p. 94).